# Taifun Durian
Der Taifun Durian, auf den Philippinen als Taifun Reming bekannt, war ein tödlicher tropischer Wirbelsturm, der auf den Philippinen Verwüstung anrichtete und später Ende November 2006 die malaiische Halbinsel überquerte und massive Todesopfer forderte, als Schlammlawinen des Vulkans Mayon viele Dörfer begruben.

## Hergang
Durian landete zuerst auf den Philippinen und brachte starke Winde und heftige Regenfälle, die Schlammströme in der Nähe des Vulkans Mayon verursachten. Nachdem er auf den Philippinen massiven Schaden angerichtet hatte, trat er in das Südchinesische Meer aus und wurde leicht schwächer, bevor er es schaffte, sich kurz vor seiner zweiten Landung, diesmal in Vietnam in der Nähe von Ho-Chi-Minh-Stadt, neu zu organisieren und zu einem Taifun zu verstärken, der weitere Schäden von mehr als 450 Millionen US-Dollar anrichtete. Insgesamt tötete Durian fast 2000 Menschen und ließ Hunderte weitere vermisst zurück. Die Schäden auf den Philippinen durch den Taifun beliefen sich auf 5,086 Milliarden PHP (130 Millionen US-Dollar).